# テンプラリオ
テンプラリオ（Templario、1992年2月27日 - ）は、メキシコの男性プロレスラー。メキシコ・トラスカラ州出身。CMLL所属。

## 経歴
2016年
- 7月10日、CMLLにてデビュー。「Templario」は、スペイン語で「テンプル騎士団員」の意味。

2019年
- 1月、新日本プロレスのNJPW  PRESENTS CMLL FANTASTICA MANIA 2019に初参戦[1]。

2022年
- 7月29日、アレナ・メヒコのレジェンダ・デ・プラタ決勝でソベラーノJr.から勝利し優勝。

2023年
- 5月12日、アレナ・メヒコのCMLL世界ミドル級王座タイトルマッチでドラゴン・ロホ・ジュニアから勝利し初戴冠。

2024年
- 12月10日、TJPのVTRメッセージで新たな同盟者としてUNITED EMPIREに加入したことを発表[2]。
- 12月16日、Walter Pyramid大会にてジェイコブ・オースティン・ヤングと組み高橋ヒロム、ティタンと対戦しティタンから勝利。
- 12月27日、アレナ・メヒコのグラン・アルテルナティバ2024決勝でウルティモ・ゲレーロ、クリクスからレジェンダリオと勝利し優勝。

2025年
- 2月27日、後楽園ホール大会でボラドール・ジュニアに敗れる[3]。
- 4月4日、後楽園ホール大会のメインイベント IWGPジュニアヘビー級王座選手権試合後王者、エル・デスペラードに挑戦表明。
- 4月22日、エディオンアリーナ大阪第2競技場大会のスペシャルタッグマッチでグレート-O-カーンと組みエル・ファンタズモ、エル・デスペラードと対戦しデスペラードから勝利[4]。
- 4月29日、SAGAアリーナ大会でエル・デスペラードの持つIWGPジュニアヘビー級王座に挑戦するも敗れる[5]。
- 5月10日、Toyota Arena大会にてジョレル・ネルソン、ロイス・アイザックスから勝利し、TJPとSTRONG無差別級タッグ王座初戴冠。

## 得意技
- エル・テンプロ
- サスケスペシャル

## タイトル歴
新日本プロレス
- STRONG無差別級タッグ王座（第12代）（パートナーはTJP）

　CMLL
- CMLL世界ミドル級王座（第22代）
- グラン・アルテルナティバ2024優勝
- レジェンダ・デ・プラタ2022優勝
- トラネオ・デ・ラ・グラン・アルテルナティーバ2018準優勝

## 入場テーマ曲
Guerrero Templario